# Петров, Иван Петрович (режиссёр)
Ива́н Петро́вич Петро́в (29 марта 1926, с. Рыкова Слобода, Рязанская губерния — 24 декабря 2012, Петрозаводск) — советский и российский театральный режиссёр, главный режиссёр Государственного молодёжного театра Республики Карелия «Творческая мастерская» (1988—2006), народный артист России (2002).

## Биография
Родился в крестьянской семье. В 1946 году окончил Московский авиационный техникум, затем два года обучался в Московском авиационном институте. В 1952 году окончил актёрский факультет Государственного института театрального искусства (ГИТИС, Москва) по курсу народного артиста РСФСР В. В. Готовцева.
В 1952—1960 годах — актёр Ростовского-на-Дону театра им. М. Горького, в 1960 году принят сразу на III курс режиссёрского факультета ГИТИСа (мастерская народного артиста СССР Андрея Александровича Гончарова).
В 1961—1968 годах — режиссёр Музыкально-драматического театра Карельской АССР. По его приглашению в Петрозаводск приехали сразу несколько актёров, ставших впоследствии звёздами карельской сцены: Олег Белонучкин, Елена Бычкова, Наталья Барсега и другие. Среди постановок: «Традиционный сбор» В. Розова, «Трёхгрошовая опера» Б. Брехта (одна из первых постановок знаменитой пьесы в стране), «Последние» М. Горького, «Смерть Тарелкина» А. Сухово-Кобылина, «Ищу правую руку» Д. Псафаса и другие. Параллельно режиссёр поставил несколько спектаклей на сцене другого театра Петрозаводска — Государственного Финского театра: «Баня» В. Маяковского, «Четыре капли» В. Розова и другие.
В 1968—1970 годах — главный режиссёр Волгоградского театра драмы им. М. Горького. Поставил спектакли, которые вызвали большой интерес публики и недовольство партийного руководства города («В ночь лунного затмения» М. Карима, «Между ливнями» А. Штейна, «Дело, которому ты служишь» Ю. Германа, «Возраст расплаты» Л. Жуховицкого), под давлением партийных органов был вынужден оставить свой пост.
В 1970—1988 гг. — режиссёр, 1981—1988 гг — главный режиссёр Государственного русского драматического театра Литовской ССР в Вильнюсе. Впервые на советской сцене им были поставлены «Святая святых» И. Друце, «Вдовий пароход» И. Грековой и П. Лунгина. Среди других значимых постановок: «Человек со стороны» И. Дворецкого, «Долги наши» Э. Володарского, «Гнездо глухаря» В. Розова, «Жили-были» А. Казанцева, «Татуированная роза» Т. Уильямса, «Картотека» Т. Ружевича и другие.
В 1988—2006 гг. — главный режиссёр Государственного молодёжного театра Республики Карелия «Творческая мастерская». За эти годы он сумел создать самый посещаемый театр республики, воспитал ещё одно поколение актёров «Творческой мастерской», возглавив актёрскую студию при театре (1993—1996). Среди постановок: «Плаха» Ч. Айтматова, «Прощай, Иуда» И. Иредыньского, «Гарольд и Мод» Карьера и Хиггинса, «Без вины виноватые» и «Доходное место» А. Н. Островского, «Вдовий пароход» И. Грековой и П. Лунгина, «Полковник Птица» Х. Бойчева, «№ 13» Рэя Куни, чеховская трилогия (за которую И. П. Петров в 2004 г. был удостоен Премии Главы правительства Республики Карелия) — «Дядя Ваня», «Три сестры», «Вишнёвый сад» и другие.

## Награды и звания
- Народный артист России (2002).
- Заслуженный деятель искусств России (1996).
- Заслуженный деятель искусств Карельской АССР (1965).
- Народный артист Литовской ССР (1986).
- Государственная премия Литовской ССР.